# Evangelisch-lutherische Kirche Seidingstadt

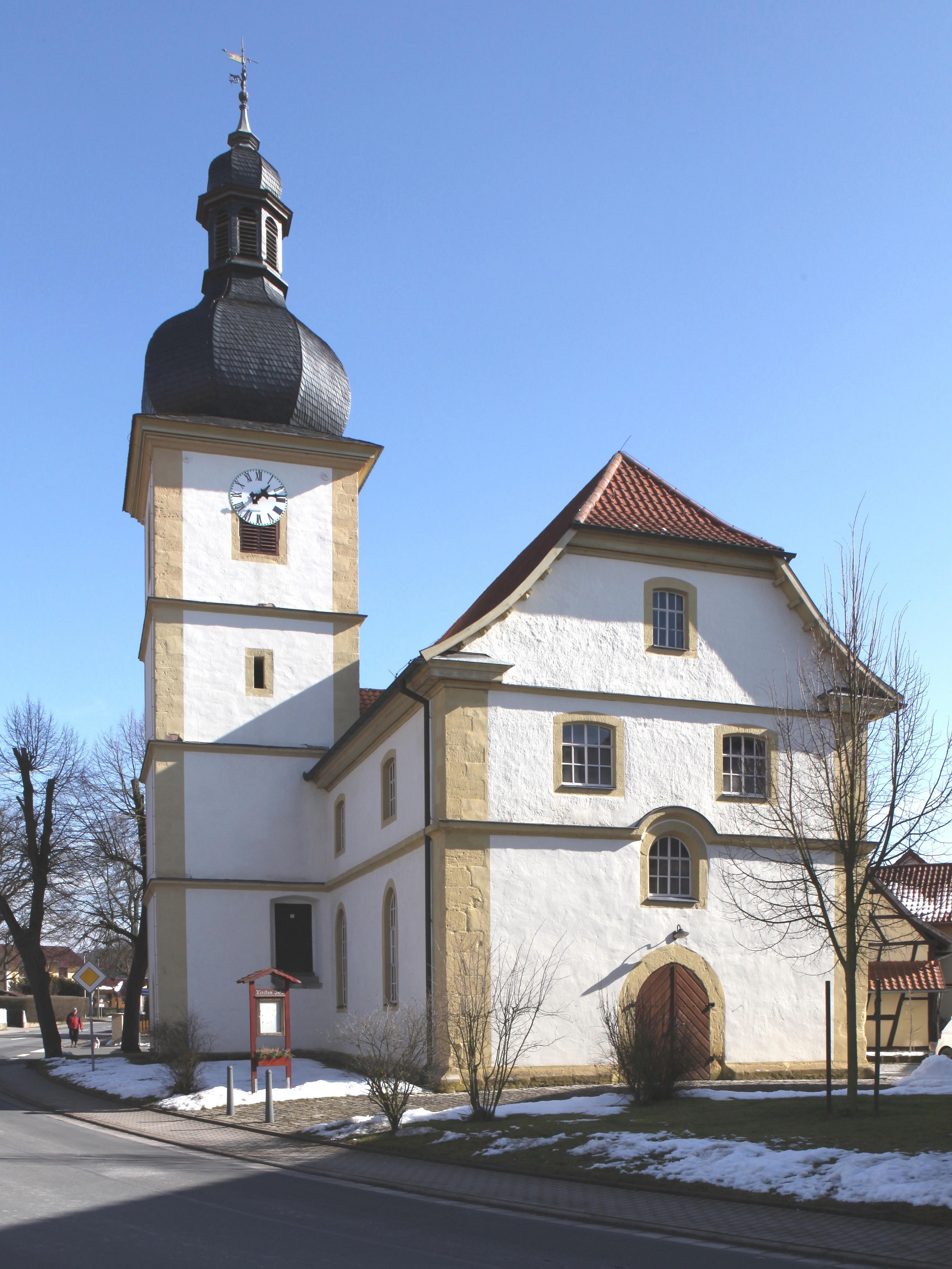
Evangelische Kirche in Seidingstadt, Westfassade

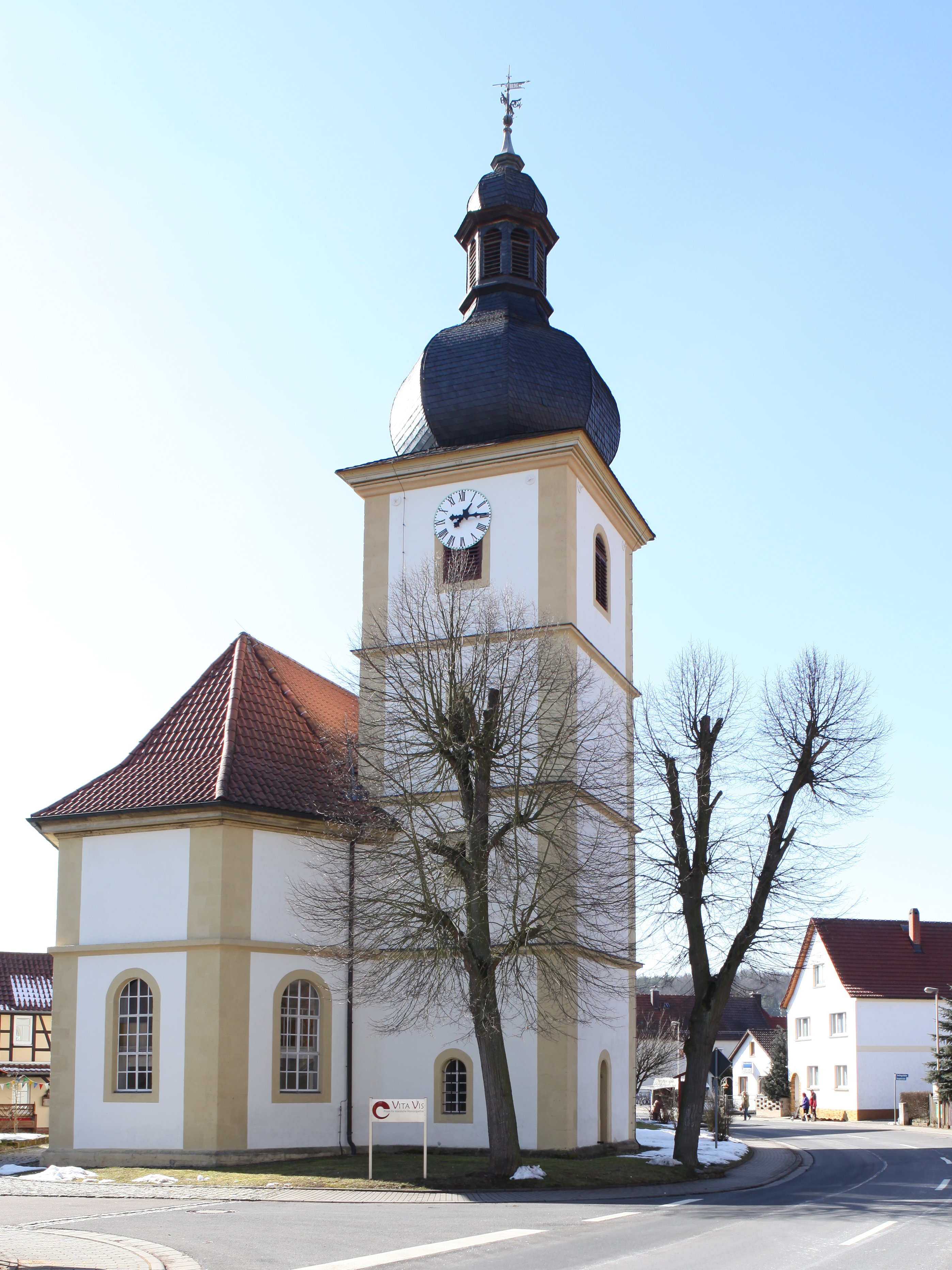
Ostfassade

Die evangelisch-lutherische Kirche Seidingstadt steht in Seidingstadt, einem Ortsteil der Gemeinde Straufhain im Landkreis Hildburghausen (Thüringen).
Wegen der Nutzung des Jagdschlosses Seidingstadt als Sommerresidenz der Herzöge von Sachsen-Hildburghausen war die Ortskirche Seidingstadt quasi zweite Hofkirche und von 1717 bis etwa 1826 mit einer eigenen Pfarrei ausgestattet. Seitdem gehört der Ort zum Sprengel von Streufdorf.
Das heutige Kirchgebäude stammt im Kern aus dem Jahr 1703 und ersetzte eine spätgotische Kirche. 1836 wurde die Kirche umgebaut. Das Kirchenschiff und der Kirchturm wurden um ein Geschoss aufgestockt. Im Kirchenschiff erfolgte der Einbau einer zweiten Emporenetage. Die Fassade ist durch große Rundbogenfenster gekennzeichnet. Im mehreckigen Chorraum befindet sich auf einer Empore die Orgel, die 1836 durch den Römhilder Orgelbaumeister Johann Heinrich Schmidt gebaut wurde. Sie hat zehn Register auf Manual und Pedal. Die Kanzel ist ein Werk des 18. Jahrhunderts, der Taufstein, aus Sandstein, entstand 1704.
Der Kirchturm steht an der Nordseite, neben Kirchenschiff und Altarraum. Er beherbergt im Erdgeschoss die drei Meter lange und drei Meter breite Sakristei, die von einem rippenlosen Kreuzgewölbe überspannt wird. Die unteren beiden Geschosse sind mittelalterlich. Der Turmhelm wurde 1896 aufgesetzt, nachdem ein Jahr zuvor ein Brand das Turmdach zerstört hatte.
Im Jahr 2000 wurde die Kirche  innen und außen instand gesetzt. Zwei bauzeitliche Bronzeglocken wurden 1917 abgeliefert und 1920 durch Stahlgussglocken ersetzt. Die dritte und größte Bronzeglocke wurde 1943 eingeschmolzen. Statische Probleme erforderten 2013 den Bau eines neuen Glockenstuhls. 2014 folgte der Guss von drei neuen Bronzeglocken als Ersatz für die verschlissenen Stahlgussglocken.